# Клоков, Пётр Яковлевич
Пётр Яковлевич Клоков (1924—1989) — майор Советской Армии, участник Великой Отечественной войны, Герой Советского Союза (1944).

## Биография
Родился 8 июля 1924 года в деревне Малая Ящерка (ныне — Токаревский район Тамбовской области). После окончания восьми классов школы работал в колхозе. В августе 1942 года был призван на службу в Рабоче-крестьянскую Красную Армию. Окончил полковую школу. С апреля 1943 года — на фронтах Великой Отечественной войны. Принимал участие в боях на Центральном, 1-м и 2-м Украинском фронтах. Участвовал в Курской битве, освобождении Украинской ССР. К октябрю 1943 года гвардии сержант Пётр Клоков командовал отделением 9-го гвардейского воздушно-десантного полка 4-й гвардейской воздушно-десантной дивизии 60-й армии Воронежского фронта. Отличился во время битвы за Днепр.
7 октября 1943 года в районе села Губин Киевской области Украинской ССР отделение под командованием Клокова, обороняясь на захваченном плацдарме на западном берегу Днепра, отразило шесть немецких контратак, после чего само перешло в атаку, захватив важный опорный пункт противника. Первым ворвался в немецкие траншеи, уничтожив пулемётный расчёт и около 15 вражеских солдат и офицеров.
Указом Президиума Верховного Совета СССР «О присвоении звания Героя Советского Союза генералам, офицерскому, сержантскому и рядовому составу Красной Армии» от 10 января 1944 года за «образцовое выполнение боевых заданий командования на фронте борьбы с немецко-фашистскими захватчиками и проявленные при этом отвагу и геройство» был удостоен высокого звания Героя Советского Союза с вручением ордена Ленина и медали «Золотая Звезда».
После окончания войны продолжил службу в Советской Армии. В 1946 году он окончил Тамбовское пехотное училище. В 1966 году был уволен в запас в звании майора. 
Проживал в городе Шилка Читинской области, умер 31 июля 1989 года.
Был также награждён орденом Отечественной войны 1-й степени и рядом медалей.